# Joseph Lavarenne
Joseph Lavarenne, connu aussi comme Monseigneur Lavarenne à Lyon, né le 25 septembre 1885 rue Saint-Jean à Lyon et mort le 14 novembre 1949 à l'hôpital Saint-Joseph de Lyon, est une personnalité lyonnaise, prêtre catholique impliqué dans le catholicisme social et dirigeant d'œuvres missionnaires et d'associations.

## Biographie
Joseph Lavarenne est issu d'une famille modeste.
Il intègre le séminaire de Montbrison, et est ordonné prêtre en 1909.
Pendant la guerre de 1914-1918, il est brancardier.
Il s'implique dans le catholicisme social, avec Marius Gonin et Joseph Folliet. 
Lavarenne devient ensuite directeur de l'union missionnaire du clergé de France, secrétaire puis président de l'œuvre pour la propagation de la foi, et de l'œuvre de saint Pierre apôtre, et reçoit le titre honorifique de protonotaire apostolique.
Friand de culture lyonnaise il rédige de nombreux ouvrages sous son nom ou sous les pseudonymes de Joseph des Verrières ou Benoit Lerégent et il écrit plusieurs pièces de Guignol.

## Hommages
- Il existe à Lyon une rue Monseigneur-Lavarenne.

- À proximité,  place Benoît-Crépu se trouve un buste en bronze de Joseph Lavarenne. Réalisé en 1954 (architecte : Jean Cateland), il a d'abord été dans la cour d’honneur du Palais Saint-Jean, rue Adolphe-Max, puis enfin place Benoît-Crépu[1] (osm).

## Archives
Les archives de Joseph Lavarenne se trouvent aux Archives départementales du Rhône, sous la cote 26 J 1-26.